# 2013年光大乌龙指事件

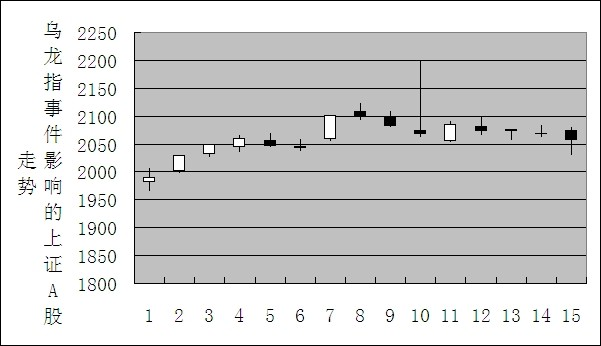
2013光大乌龙指事件前后上证A股走势图，图中央10的位置出现大幅度波动即是2013年8月16日此次事件带来的股市日内波动。

2013年光大乌龙指事件，简称光大乌龙指事件又叫光大乌龙盘事件，是发生在中国大陆A股交易市场中的一次交易失误事件。
2013年8月16日，光大证券策略投资部的套利策略系统由于设计缺陷出现故障，出现价值234亿元人民币的错误买盘，成交约72亿。当日，上证综指一度上涨5.96%，中石油、中石化、工商銀行和中國銀行等权重股盘中一度涨停。虽然其后公司沽出ETF与股指期货，依然对当日中国A股市场造成巨大冲击，并为公司带来1亿9千4百万人民币的损失。

## 过程

### 背景
当时光大证券总部策略投资部位于上海市新闸路1508号静安国际广场八楼。成员16人，均有国际投行海外工作背景，曾在汇丰、渣打、里昂证券、巴克莱银行、安盛、德意志银行等公司工作过。内部分设机构销售、交易、信息技术、财务和风控等小组，风控成员曾任职于野村证券伦敦和香港分部，2008年金融危机时曾参与野村证券所有资产类别交易业务的市场风险控制。部门实行扁平化组织管理，除总经理外全部人员平级。但其交易、IT、风控都只依赖本部门内部的自我控制。截至2013年8月，该团队累计交易场外期权近100亿元。光大证券2012年年报显示策略投资业务实现收入1.24亿元。
部門负责人是重庆人杨剑波时年36岁，1998年上海财经大学毕业后留学曼彻斯特大学取得计量金融学位，2005年加入光大证券，2009年筹办策略投资部。事件的直接負責人郑东云时年30多岁，曾是台湾宝来证券的做市商团队的首席ETF交易員，有十年的ETF交易从业经验，并连续多年成为台湾ETF交易量第一名。
当时策略投资部使用的交易软件中，前端订单生成系统是由光大证券开发设计，订单执行系统则外包给上海铭创软件技术有限公司。事件发生前，公司内部会议曾讨论加强IT和风控的共同管理，但未有任何决定。而曾打算引入的两名金融IT专家，也因年薪问题未有获得通过。有消息指，策略投资部与其他部门关系不太融洽，为控制风险杨剑波曾多次申请由其他部门对策略投资部的中后台业务提供支持遭到拒绝。是次事件发生后，光大证券内部不少人向媒体透露对策略投资部不利的错误消息。
事件发生前，光大证券曾计划杨剑波组建香港专业交易子公司，开拓境外和跨境复杂衍生品业务。

### 事件经过
2013年8月16日9点41分，资深交易员郑东云分析判断180ETF出现套利机会，通过套利策略订单生成系统发出第一组180ETF成分股的订单合共171笔委托，委托金额不超过200万元。由于其中三只股票当天停牌，为确保套利策略的拟合度，10点13分郑东云发出第二组买入订单102笔委托，委托金额不超过150万元。11点02分郑东云发出了第三组买入180ETF成分股的订单177笔，委托金额合计不超过200万元。其中有24只股票未成交，郑东云向程序员崔运钏请教，尝试使用系统中的“重下”（重新下单）功能对未成交的股票自动补单，崔运钏在交易员电脑上演示按下“重下”按钮后，系统显示补单买入24只股票被执行，但事实上程序实际执行的指令为“买入24组ETF一篮子股票”而非仅仅只是24只。程序在没有监控系统防止异常大笔交易的情况下，2秒内瞬间生成2万多笔委托订单。其中6413笔委托直接发送到交易所，成交72.7亿元人民币。此时策略投资部除两名交易员外尚未发现，甚至还在讨论是哪一家证券公司出现问题，该部门的负责人杨剑波正在接待来自其他机构的来访。郑东云已指示在第一时间联系杨剑波，並依據相關規定紧急调用账户内所有期货保证金卖空股指期货对冲买入的巨量股票。
11点07分，上海交易所电话询问光大为何下出巨单，咨询是否要对冲大约1万张左右的头寸，公司内多个部门均称不知情，直至问到办公室主任兼计财部总经理沈诗光，才判断到是策略投资部问题。沈诗光致电杨剑波时他尚未知道是自己部门出现问题。11点10分郑东云指示相關人員向杨剑波汇报错单情况，杨剑波才通过沈诗光报告公司管理层。截至当日中午收盘（11点30分）光大累计申报买入股票234亿元，实际成交72.7亿元，累计用于对冲风险敞口卖出的股指期货空头合约共253张。而据杨剑波事后称，如果不是保证金不足，上午交易时段可以做出几千张股指期货合约以对冲。而上午交易员的紧急处理方式普遍受到海外资深交易员的一致肯定。
此时外界媒体已经将消息传开，21世纪经济网（《21世纪经济报道》的网站）报道事件并被新浪微博等渠道转发，当时被怀疑的是光大证券的自营部门。光大证券的董秘梅键在自己尚未向公司内部求证的情况下，习惯性地向记者否认事件发生。
中午休息时段，公司召开紧急会议，总裁徐浩明、总裁助理杨赤忠、证券投资部总经理汪沛、计划财务部兼办公室主任沈诗光、策略投资部杨剑波到会。会议确定事故原因后随即讨论必须筹集72亿元资金完成下周交割。12点后上交所以及上海证监局机构处人员也到场处理。
下午13时开盘后，光大策略投资部将已买入的股票申购成上证50ETF以及上证180ETF在二级市场上卖出，同时逐步卖出股指期货IF1309、IF1312空头合约共7000多张。13时到14时22分之间，杨剑波与中金所多次电话确认对冲大约1万张左右的头寸。临近收盘公司发现以金额计多对冲了200张股指期货合约，交易员对此平仓处理。截至当日全天收盘，光大证券实际损失约为1.94亿元。曾有传闻称，光大证券向上交所申请当日交易作废，但收盘后上交所称“本所今日交易系统运行正常，已达成的交易将进入正常交收环节”。
据事后统计，下午交易时段策略投资部总共卖出50ETF、180ETF金额约18.9亿元，其累计用于对冲而卖出的股指期货合约共计6877张，其中IF1309、IF1312空头合约分别为6727张和150张，加上上午卖出的253张IF1309空头合约，全天用于对冲而新增的股指期货空头合约总计为7130张。

### 调查及处罚
8月18日，光大证券召开新闻发布会上解释事故原因为策略投资部使用的套利系统发生逻辑判断失误，订单生成系统发出下单委托后，订单执行系统在150秒内没有反馈回报，生成系统就会认为前面的操作未执行而重新执行，导致前端不断地重复生成新的订单推送至后端。公司自称已通过自有资金、变现部分证券类资产等措施保证交易正常清算交收。
8月20日，光大证券非金融企业债务融资工具主承销业务被中国银行间市场交易商协会叫停，直至2014年2月11日才恢复。
据中国证监会调查，订单生成系统中ETF套利模块的设计由策略投资部交易员提出，由该部门一名程序员参与开发和测试。重下功能用于未成交股票的重新申报，而且在设计程序时，“买入个股函数”被写错为“买入ETF一篮子股票函数”，导致按下按键后会出现委托数量会呈级数放大的问题。系统2013年3月开始开发，6月至7月开发完成，在7月29日就投入实盘运行，重下功能从未在实际使用中启用。而订单执行系统将市价委托订单的股票买入价格默认为“0”，以及设计公司自行增加拆单功能，导致巨量报单可以顺利通过内部账户额度的限制。
中国证监会事后认定，光大证券在8月16日公开披露错单前，通过转化卖出ETF、卖空股指期货等的获利7414万元，及披露后继续卖空避险获利1307万元合计8721万元为非法获利。对此没收光大证券违法所得8421万元，处以五倍罚款5.2亿元人民币。对徐浩明、杨赤忠、沈诗光、杨剑波终身禁止进入证券市场，处以60万元罚款。梅键罚款20万元，并暂停审批光大证券新业务。但事件不存在操纵市场行为。
光大证券股份有限公司董事、总裁徐浩明因此事引咎辞职。梅键由于否认事件发生，事后被追究责任解除董秘职务。风险管理部总经理李海松接替杨剑波担任策略投资部联席总经理。杨剑波转任上海财经大学商学院教授。

## 影响及其它事件
事件发生前，光大证券在上海A股的股价徘徊在11元左右。事件发生后停牌至8月20日，随后跌停，并开始一轮下跌周期，至2014年1月13日跌至最低7.77元。有持有光大证券的散户股民试图起诉光大证券与上交所。
8月19日，光大证券金融市场总部又在银行间本币交易系统的现券买卖点击成交报价中，误将12附息国债15债券卖价收益率报为4.20%（前一日中债估值约高25个基点）。当时债券面额1000万元并成交，估计此次损失过百万元人民币。公司称正在协商处理。
事件导致杨剑波所组建的策略投资部团队基本解散。2014年2月，杨剑波对中国证监会提起诉讼，称事件不涉及内幕交易，而只是系统交易错误，要求证监会撤销对其作出的(2013)59号《行政处罚决定书》和(2013)20号《市场禁入决定书》。2017年10月，最高人民法院终审驳回杨的起诉。